# Anke Schenker
Anke Schenker (* 1963) ist eine deutsche Sängerin.
1983 gewann sie den Goldenen Rathausmann. 1986 sang sie kurzzeitig als Ersatz für Ines Paulke in der Gruppe Datzu. Im selben Jahr wurden die Lieder des DEFA-Films Kalter Engel von Anke Schenker eingesungen. 1989 trat sie mit der Band Collage auf dem Liedersommer der FDJ in Ost-Berlin im Vorprogramm von Anne Haigis auf. 
Nach der Wende sang sie unter anderem mit den Swing Sisters (mit Ines Paulke und Angelika Weiz) und bei United Voices.